# Uruwashiki kamen no shōtaijō
Uruwashiki kamen no shōtaijō (麗しき仮面の招待状?) è il primo singolo della band visual kei giapponese MALICE MIZER. È stato pubblicato il 10 dicembre 1995 dalla label indie Midi:Nette.
Esiste una sola versione del singolo con custodia digipack, ma alcune copie erano in commercio il giorno prima dell'uscita ufficiale, vendute al live dei MALICE MIZER e firmate dai componenti del gruppo.

## Tracce
Dopo il titolo è indicata fra parentesi "()" la grafia originale del titolo, eventuali note sono indicate dopo il punto e virgola ";".
1. Gackt Camui – Uruwashiki kamen no shōtaijō (麗しき仮面の招待状?) (musica: Mana)
2. Gackt Camui – APRES MIDI ~Aru Paris no gogo de~ (APRES MIDI〜あるパリの午後で〜?) (musica: Közi)
3. Uruwashiki kamen no shōtaijō (Instrument) (麗しき仮面の招待状（Instrument）?) (musica: Mana)
4. APRES MIDI ~Aru Paris no gogo de~ (Instrument) (APRES MIDI〜あるパリの午後で〜（Instrument）?) (musica: Közi)
5. APRES MIDI ~Aru Paris no gogo de~ (E-STYLE) (APRES MIDI〜あるパリの午後で〜（E-STYLE）?) (ghost track, remix di APRES MIDI ~Aru Paris no gogo de~ (Instrument)) (musica: Közi)

## Formazione
- Gackt - voce
- Mana - chitarra
- Közi - chitarra
- Yu~ki - basso
- Kami - batteria